# 白頭墳場
白頭墳場（葡萄牙語：Cemitério dos Parses），是一座位於澳門白頭馬路旁的瑣羅亞斯德教墓園，在1829年啟用，內有14座紀念性質的棺式墓塚。此墳場是澳門少有的瑣羅亞斯德教遺蹟，亦印證了澳門宗教的多元化，其建築特色被評論為宗教間達成妥協的好例子。白頭墳場在1992年被列入澳門文物名錄，目前大門深鎖，禁止民眾入內，又缺少人手打理。

## 歷史
白頭墳場是一批瑣羅亞斯德教信徒的墓園，他們在1770年代隨葡萄牙人到達澳門。由於該教教徒以白布包裹頭部，因此瑣羅亞斯德教亦被稱為「白頭教」，白頭墳場因而得名，旁邊的白頭馬路亦是以白頭墳場命名。墳場啟用的經過有爭議，一種說法指白頭墳場是該教重要人物庫賽傑·弗蘭基（又譯為架赊治·化林治）於1829年逝世、同鄉為他物色墓地而在同年興建的；另一種說法指，墓地早在1822年已被购入，其後在1829年落成啟用。
白頭墳場是一座私有墓地，由香港、廣州和澳門瑣羅亞斯德教慈善基金信託委員會管理。由於瑣羅亞斯德教信徒採用天葬儀式（即把遺體置於山頭，供禿鷲啄食），白頭墳場並沒有遺體或骨灰，只有紀念性質的棺式墓塚；墳場亦曾被用作天葬台。墳場共有14座墓，墓主包括庫賽傑·弗蘭基、高華治·巴倫治、布约治·曼诺克治等，其中有11人生於孟买。
在1960至1970年代，白頭墳場開放公眾入內，並設有專人打掃墓地；但是，澳門全數瑣羅亞斯德教信徒已逐漸遷往香港，打理墳場者及其家屬均已搬遷，令墳場缺少人手打理，石棺滿佈青苔，又鎖上大門，禁止民眾入內。

## 結構
白頭墳場位於此座位於松山山腰、白頭馬路邊，處於仁伯爵綜合醫院下方、嶺南中學對開位置。墳場大門有一塊門牌，牌上刻着墳場的中文和英文名稱，以及瑣羅亞斯德教的波斯文與印度文名稱。墳場的入口有梯形台階，下面有數層的墓地。墳場內部種植了不少白蘭花樹和雞蛋花樹，順着松山山崖有兩列朝東並排的西式石槨，在外觀上分隔了墳場和民居。
瑣羅亞斯德教經典《辟邪经》規定要修建一座建筑物來安放遺體，但白頭墳場面臨環境的限制，加上華人社會和基督教文化亦與瑣羅亞斯德教的墓葬方式有衝突。白頭墳場雖然沒有該教传统墓葬的安息塔，但也盡力遵守教規：墓地被石製围墙环绕，沿着山坡而下，呈現出锯齿状，棺式墓塚也以花崗岩製造，以避免遺體與土地的直接接觸。墳場內的墓塚面向东方，寓意接触太陽的光芒；墓塚首先安置於第二层的墓地，其後向右展开、再右左相置，最早入葬者的墓塚较為置中。墓塚普遍刻有墓主的姓名和生卒年月，有兩個墓塚刻上了具宗教意味的诗句，亦有兩個墓塚刻上萨珊王朝皇帝伊嗣俟三世的纪元，以示眷恋祖国波斯。

## 文化意義與保護
瑣羅亞斯德教在澳門傳播的時間較短，因此並沒有在當地留下數量可觀的遺蹟，只有白頭墳場可供考察；而這座瑣羅亞斯德教墳場的存在，亦被形容是印證了澳門宗教的多元化特色。白頭墳場在華人社會和基督教文化的限制下盡力遵守教規，也被評論為宗教間達成妥協的好例子。
在1992年的《法令第八三/九二/M號》中，白頭墳場被列為澳門文物名錄的「已評定之地點」之一。